# Uniwersytet Balamand
Uniwersytet Balamand (arab. ‏جامعة البلمند‎, fr. Université de Balamand, ang. University of Balamand – UOB) – prywatna uczelnia wyższa w Libanie, założona w 1988 przez prawosławnego patriarchę Antiochii, Ignacego IV. Główna siedziba uniwersytetu przylega do prawosławnego klasztoru Balamand, znajdującego się w północnolibańskim dystrykcie Al-Kura. Posiada także kampusy w Bejrucie.

## Wydziały
- Libańska Akademia Sztuk Pięknych
- Instytut Teologiczny Świętego Jana z Damaszku
- Wydział Sztuk i Nauk Społecznych
- Wydział Przedsiębiorczości i Zarządzania
- Wydział Nauk Ścisłych
- Wydział Inżynierii
- Wydział Nauk o Zdrowiu
- Wydział Medycyny i Nauk Medycznych
- Wydział Podyplomowych Studiów Medycznych Świętego Grzegorza

## Współpraca międzynarodowa
Uniwersytet Balamand nawiązał współpracę z uczelniami z Australii, Austrii, Belgii, Francji, Holandii, Kanady, Rosji, Stanów Zjednoczonych, Syrii, Ukrainy i Włoch. Jest również członkiem wielu organizacji międzynarodowych, m.in.: Stowarzyszenia Uniwersytetów Arabskich (AAU), Międzynarodowego Stowarzyszenia Uniwersytetów (IAU), Stowarzyszenia Uniwersytetów Francuskojęzycznych (AUPELF), Stowarzyszenia Uniwersytetów Arabskich i Europejskich (AEUA) oraz Unii Uniwersytetów Śródziemnomorskich (UNIMED).